# 21632 Suwanasri
A 21632 Suwanasri (ideiglenes jelöléssel 1999 NR11) a Naprendszer kisbolygóövében található aszteroida. A LINEAR projekt keretében fedezték fel 1999. július 13-án.